# José Cascales Muñoz
José Cascales Muñoz (Villafranca de los Barros, 28 de febrero de 1865 - Madrid, 12 de abril de 1933) fue un historiador, escritor, periodista y sociólogo español de la generación del 98.

## Biografía
Nació en Villafranca de los Barros (Badajoz), murió a los sesenta y ocho años de edad en Madrid. Su madre fallece a los pocas años de nacer, y su padre marcha a Cuba en 1881 por lo que José y su hermano menor, Isidro, quedan al cargo de sus abuelos maternos. Empezó el bachillerato en el Instituto de Badajoz, donde estudió los cursos de 1878-79 y de 1879-80, continuándolo en Sevilla desde el 1880-81; primero en los colegios de San Fernando, San Leandro y San Alberto y, por último, en el Instituto provincial, en el que se graduó el 4 de diciembre de 1885. Ese mismo año ingresa en la Universidad de Sevilla donde obtiene el título de Licenciado en Filosofía y Letras en 1889. 
Después marcha a Madrid, donde consiguió doctorarse en 1898. Durante su estancia en Sevilla publicó varios artículos en diferentes diarios de la ciudad además de ser uno de los miembros fundadores del Ateneo y Sociedad de Excursiones de Sevilla. Durante estos años alternó sus estudios con la colaboración en varias publicaciones periódicas. Su andadura profesional comenzó ocupando diferentes puestos en el Ministerio de Instrucción Pública, pasando después a fundar y trabajar para la cátedra de Sociología en la Universidad Central. Antes de ir a Madrid pasó varios años en su localidad natal dedicándose a al estudio de la Historia y la Arqueología. Es en esos años cuando intenta fundar un Museo Regional de Arqueología en Villafranca de los Barros, aunque sin éxito ya que careció de los apoyos necesarios.

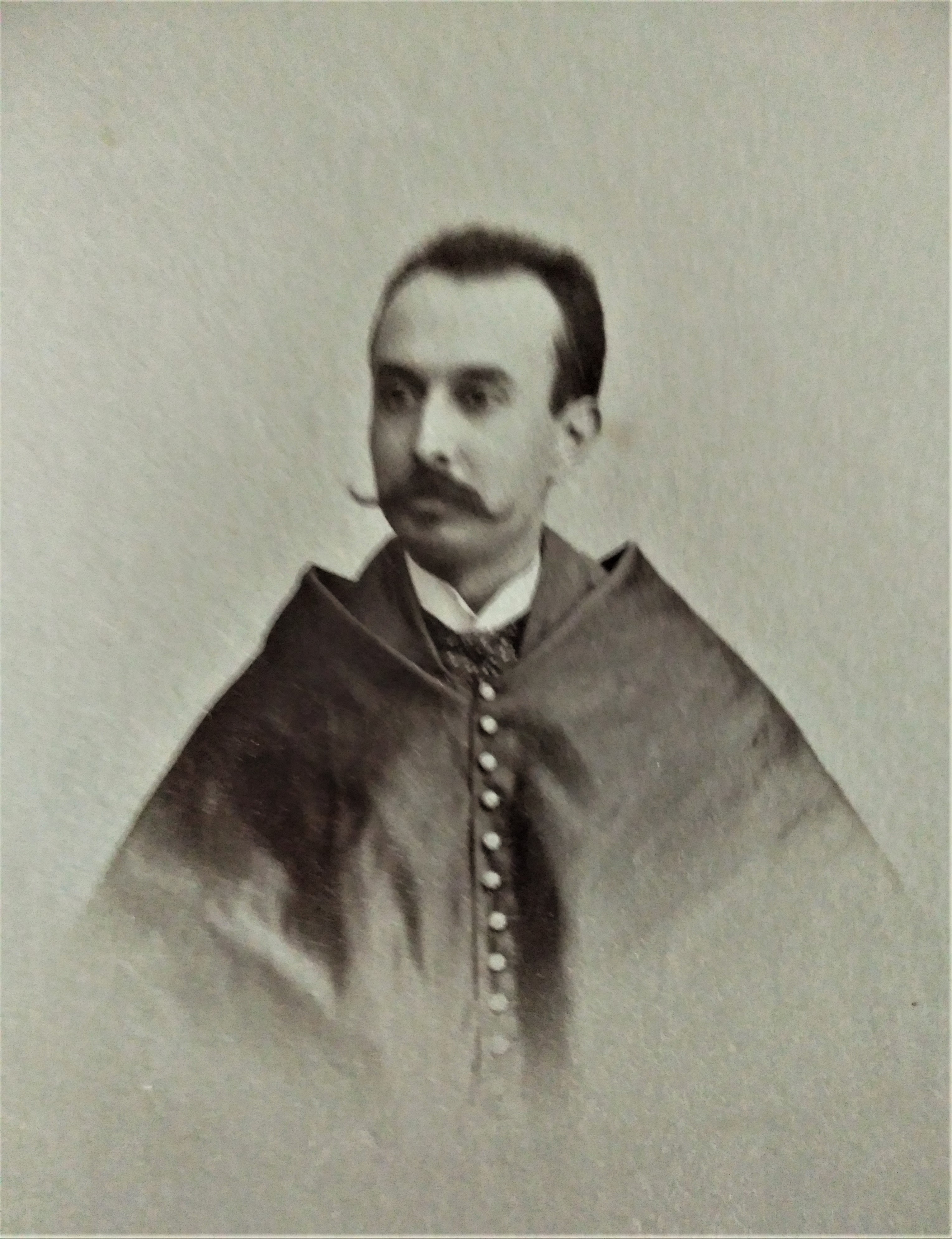
José Cascales Muñoz licenciado

Se casó con Antonia de Padua Sánchez Pérez, y tuvieron tres hijos: José Antonio Cascales Sánchez, médico y odontólogo que fue asesinado durante la Guerra Civil a los veintiocho años; Eloisa Cascales Sánchez; y Mariana del Pilar Cascales Sánchez. 
Siempre preocupado por los asuntos sociales y por el movimiento obrero, se afilió en 1893 a la Unión General de Trabajadores (UGT) como miembro de la sociedad de encuadernadores El Libro.
Desarrolló su faceta periodística tanto en su tierra natal —fue elegido sucesor de Vicente Barrantes como cronista oficial de Extremadura en 1902— como en medios nacionales: El Globo, La Ilustración Española y Americana, la Revista de la Unión Ibero-Americana, La Correspondencia de España, El Imparcial, La España Moderna [...] También colaboró en la elaboración de la enciclopedia Espasa.
Fue académico correspondiente de las reales academias de Historia y de Bellas Artes de San Fernando, y miembro de numerosas sociedades, como la Hispanic Society of America o la Société de Correspondance Hispanique de Burdeos.
Su obra es extensa y variada: alterna el ensayo con las biografías, la historia, la arqueología, la poesía y los cuentos con multitud de artículos periodísticos.

Sus estudios biográficos sobre Zurbarán y Espronceda continúan siendo una apreciable fuente de información.

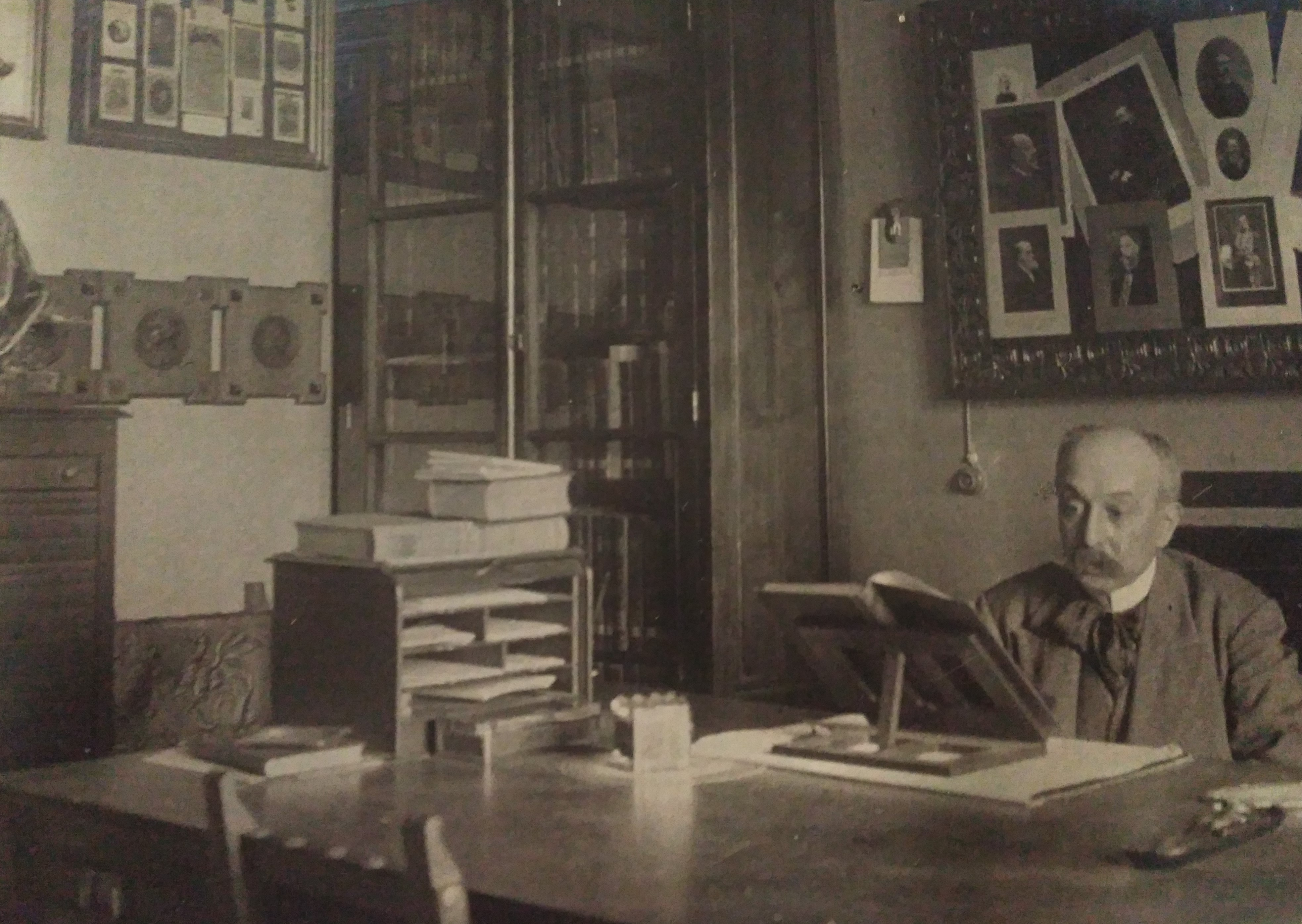
José Cascales Muñoz en su despacho de Madrid

Dedicó también parte de su obra a temas extremeños. Como bibliógrafo, obtuvo el Premio de la Biblioteca Nacional en 1926 por su obra La literatura castellana en Sevilla durante los siglos XV y XVI, que quedó inédita. Antes, en 1895, había presentado otro trabajo a concurso, Las ciencias y las letras en Sevilla al finalizar el siglo XIX, estudio que, pese a ser criticado por el tribunal, le sirvió para publicar, en modo más extenso y un año después, la obra Sevilla intelectual. Sus escritores y artistas contemporáneos.
En la actualidad, una pieza audiovisual en el que un actor interpreta su personaje, abre el discurso expositivo del Museo de Villafranca de los Barros (MUVI), presentando el museo a los visitantes y dándoles la bienvenida. La biblioteca municipal de Villafranca de los Barros lleva su nombre, en reconocimiento a su labor cultural.

## Obras
- Los primeros frutos de mi huerto.
- Mesa revuelta.
- Bellezas y recuerdos del Andalucía.
- Los egipcios en la antigüedad.
- Los conflictos del proletariado. 1913.
- Rasgos de nuestra epopeya: episodios y personajes. 1928.
- Democracia colectivista: lecciones de sociología sobre una nueva política a la antigua española calcada de la que hoy siguen los partidos más radicales. Sociedad española de librería, 1915.
- Los Estados Unidos y el Japón. 1908.
- Historia de la cuerda granadina, contada por algunos de sus nudos. 1926.
- Villafranca de los Barros, romanización y otros apuntes. 1982.
- El problema político al inaugurarse el siglo XX.
- Apuntes para la historia de Villafranca de los Barros. 1904.
- Solo Dios es grande; El libro de los Cascales. 1931.
- El auténtico Espronceda pornográfico y el apócrifo en general: estudio crítico vindicativo al que precede la biografía del gran poeta. 1932.
- El proceso de una idea: Sociología contemporánea.
- La literatura castellana en Sevilla.
- Excursiones por Andalucía. Madrid, 1928.
- Francisco Zurbarán, su época, su vida y sus obras. Madrid, 1911.
- Las bellas artes plásticas en Sevilla. Toledo, 1929.
- Espronceda: Su época, su vida y sus obras. Madrid 1914